# Achat de panique

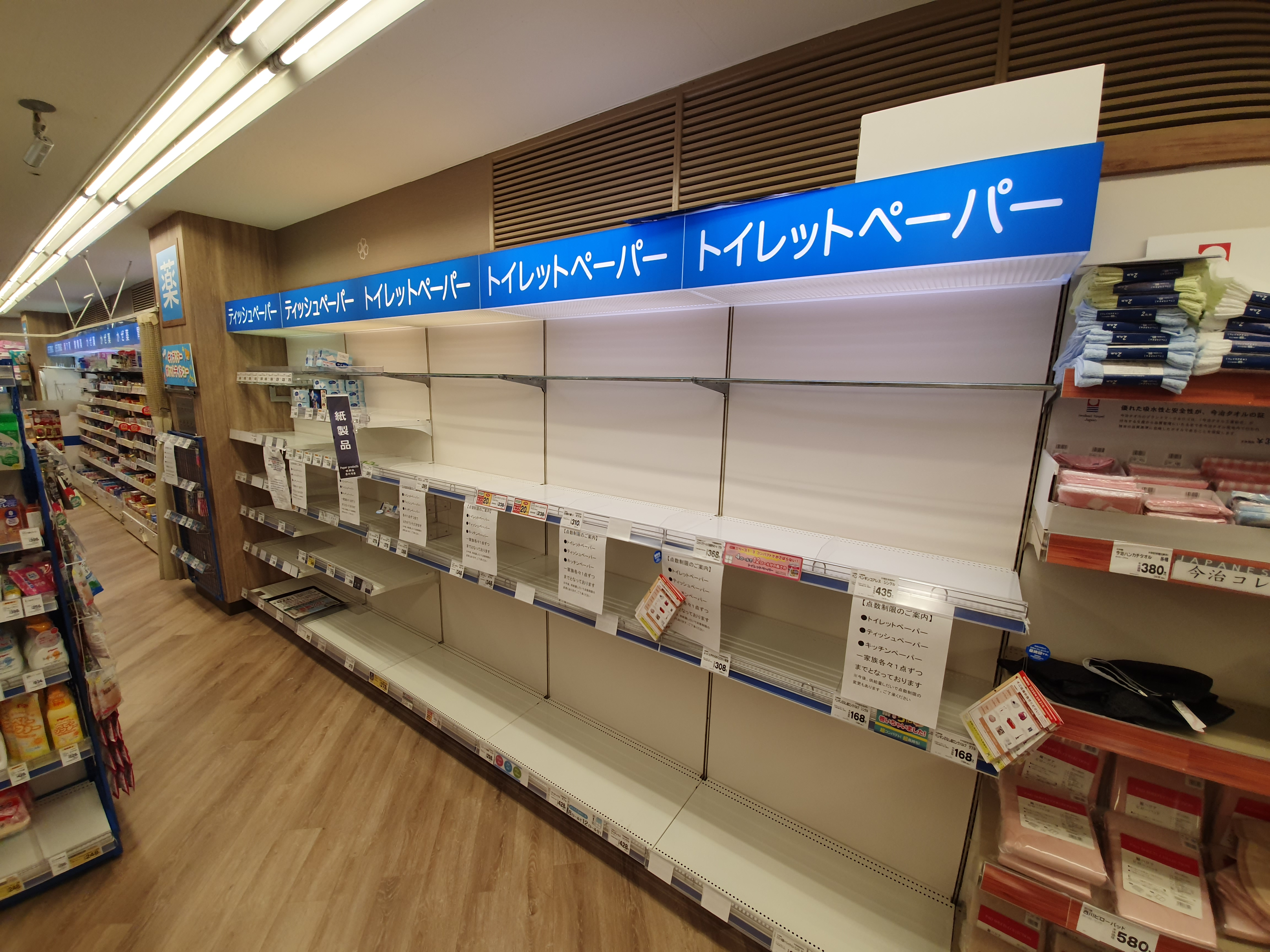
Rayon de magasin vide au Japon, conséquence de l'achat de panique lié à la pandémie de Covid-19.

L'achat de panique, ou plus simplement achat panique (traduction de l'anglais panic buying) se produit lorsque les consommateurs achètent des quantités inhabituellement supérieures d'un produit en prévision ou après une catastrophe réelle ou supposée, ou en anticipant une fluctuation importante du prix de marchandises. 
L'achat de panique est un type de comportement grégaire. Il fait partie de la théorie du comportement des consommateurs. 
L'achat de panique peut conduire à de véritables pénuries, que le risque de pénurie soit réel ou la conséquence d'une forme de prophétie auto-réalisatrice.

## Histoire
Alors que le nombre de stations-service a été divisé par quatre en 40 ans, les achats de précaution concernant le carburant sont de plus en plus courants en France, notamment lors de l'annonce de blocage des raffineries. Les ruptures de stock au niveau national en raison d'un manque de réactivité dans l'approvisionnement, à la suite d'achats de panique, sont quasiment annuelles depuis la fin des années 2010 : 2016, 2018, 2019, 2020, 2022.
En 2020, les achats ont été anticipés dans le cadre de la crise de la Covid-19, et les ventes de produits de grande consommation ont crû de 87 % le 23 février en Lombardie. En Italie, cela a créé une réaction de panique dans les médias.